# Anna Przemysłówna
Anna Przemysłówna (* 1253 in Posen; † nach dem 26. Juni 1295) war eine polnische Prinzessin und Äbtissin der Zisterzienserinnen in Owińska. Sie entstammte dem Adelsgeschlecht der großpolnischen Piasten.

## Leben
Anna war eine Tochter von Herzog Przemysł I. von Großpolen († 1257) und Elisabeth von Breslau, der Tochter des polnisch-schlesischen Herzogs Heinrich II. Ihre Zwillingsschwester war Eufemia Przemysłówna. Ihr Bruder war der polnische König Przemysł II. und ihre weitere Schwester Eufrosina Przemysłówna war Äbtissin des Klosters Trebnitz. Sie erhielt ihren Namen nach ihrer Großmutter, Anna von Böhmen. Nach dem Tod ihrer Eltern kam sie in die Obhut ihres Onkels Bolesław des Frommen. Anna genoss eine streng religiöse Erziehung, ihre Mutter war zeitweise im Kloster Trebnitz, das von ihrer Großmutter, der Heiligen Hedwig von Andechs, gestiftet worden war. Ihre Tante war die Selige Jolenta Helena, die Frau von Bolesław dem Frommen. Anna trat vor dem Juli 1280 in das Zisterzienserkloster Owińska ein, wo sie in den 1290er Jahren Äbtissin war. Ihr Sterbedatum ist nicht bekannt. Sie starb jedoch nach der Krönung ihres Bruders Przemysł II. zum polnischen König, die am 26. Juni 1295 stattfand. Sie wurde im Zisterzienserkloster Owińska beigesetzt. Da ihr Gedenktag im Kloster Leubus der 19. Mai war, starb sie wahrscheinlich an einem 19. Mai.

## Ehe und Familie
Sie heiratete nicht und hatte keine Nachfahren.